# Vanni Rodeghiero
Vanni Rodeghiero (Asiago, 9 febbraio 1942) è un giavellottista italiano.

## Biografia
Colse il suo primo successo internazionale nel 1963 conquistando la medaglia di bronzo nel lancio del giavellotto ai Giochi del Mediterraneo nella gara vinta da un altro giavellottista italiano, l'allora primatista mondiale Carlo Lievore. Nel 1965 si aggiudicò la medaglia d'argento all'Universiade preceduto dal tedesco Rolf Herings.
Per 7 volte, fra il 1963 e il 1980, fu campione italiano assoluto della specialità.

## Palmarès
| Anno | Manifestazione          | Sede     | Evento                 | Risultato | Prestazione | Note |
| ---- | ----------------------- | -------- | ---------------------- | --------- | ----------- | ---- |
| 1963 | Giochi del Mediterraneo | Napoli   | Lancio del giavellotto | Bronzo    | 74,16 m     |      |
| 1965 | Universiadi             | Budapest | Lancio del giavellotto | Argento   | 77,60 m     |      |

## Campionati nazionali
- ai Campionati italiani assoluti di atletica leggera, lancio del giavellotto (1963, 1965, 1965, 1968, 1974, 1978 e 1980)